# Carbisdale Castle
Zámek Carbisdale (anglicky Carbisdale Castle, gaelsky Caisteal Chàrbasdail) stojí severně od obce Culrain na návrší nad pravým břehem řeky Kyle of Sutherland v severovýchodní oblasti Skotské vysočiny. Administrativně je toto území součástí historického hrabství Ross-shire ve správní oblasti Highland, jejímž střediskem je město Inverness. Zámek je pro svou stavební a historickou hodnotu zapsán na seznamu tzv. Listed building (v doslovném překladu "budova na seznamu") Spojeného království kategorie B.

## Historie
Zámek byl postaven mezi roky 1906 až 1917 pro Mary Caroline, vévodkyni ze Sutherlandu, častěji známou pod poněkud posměšnou přezdívkou jako "vévodkyně Blairová". Budoucí vévodkyně se narodila jako Mary Caroline Mitchellová, dcera reverenda Richarda Mitchella z Oxfordu. Provdala se za Arthura Blaira, kapitána highlandské pěchoty, a ovdověla v roce 1883, když byl kapitán Blair nešťastnou náhodou zastřelen během lovu u Pitlochry. V roce 1889 se Mary Caroline Blairová provdala za George Granville Williama Sutherlanda Levenson-Gowera, 3. vévodu ze Sutherlandu, což vévodova rodina nelibě nesla. Vévoda zemřel po třech letech manželství v roce 1892 a následoval soudní proces o dědictví mezi vévodovým synem a ovdovělou vévodkyní. Nakonec mezi stranami sporu došlo k dohodě o vyrovnání. Mimo jiné bylo dohodnuto, že rodina Sutherlandů nechá pro vdovu postavit nové sídlo, ovšem s podmínkou, že zámek nebude stát na území hrabství Sutherland. Zámek byl nakonec postaven při severní hranici hrabství Ross-shire u řeky, která tvoří přirozenou hranici mezi oběma hrabstvími. Potřetí se vévodkyně provdala za poslance britského parlamentu Alberta Kaye Rollita.
V roce 1933 zámek koupil bohatý skotsko-norský obchodník Theodore Salvesen s rodinnou tradicí v diplomatických a vojenských službách. Po okupaci Norska německou armádou poskytl plukovník Salvesen na zámku Carbisdale útočiště norskému králi Haakonovi VII. a korunnímu princi Olafovi (pozdější norský král Olaf V.). Dne 22. června 1941 se na zámku uskutečnila tzv. "Carbisdaleská konference", týkající se některých otázek uspořádání v Evropě po skončení druhé světové války. Na této konferenci bylo dohodnuto, že pokud sovětská vojska vstoupí během bojů s německými silami na území Norska, po skončení války se z tohoto území opět stáhnou.
Harald Salvesen, který se ujal správy majetku po smrti svého otce Theodora Salvesena, daroval v roce 1945 zámek skotské asociaci hostelů (Scottish Youth Hostels Association - SYHA). Hostel byl na zámku otevřen již 2. června 1945 a jako turistická ubytovna sloužil veřejnosti až do roku 2011, kdy byl uzavřen kvůli rekonstrukci. SYHA investovala do oprav zhruba dva milióny liber, přesto se v roce 2014 rozhodla zámek prodat. Za sochy a obrazy z 19. století získala SYHA na londýnské aukci v roce 2015 zhruba jeden milión liber. V září roku 2016 nemovitost koupila společnost FCFM Group Ltd s cílem přebudovat zámek na luxusní soukromou rezidenci.